# Lucia Mazzotti
Lucia Mazzotti (* 5. Februar 1985 in Bologna) ist eine ehemalige italienische Skirennläuferin. Ihre stärksten Disziplinen waren die Abfahrt und der Super-G sowie die Super-Kombination.

## Biografie
Ihre ersten FIS-Rennen bestritt Mazzotti im Dezember 2000. Im Europacup startete sie erstmals im Februar 2003, ihr erster Sieg gelang ihr in der Abfahrt von St. Moritz am 18. Januar 2007. Damit erreichte sie in der Saison 2006/07 Rang drei in der Abfahrtswertung. 2006 und 2007 wurde sie Italienische Meisterin in der Kombination.
Im Weltcup ging Mazzotti erstmals am 1. Dezember 2006 in der Abfahrt von Lake Louise an den Start und gewann mit Rang 29 auf Anhieb Weltcuppunkte. Verletzungsbedingt konnte sie in der gesamten Saison 2007/08 keine Rennen bestreiten. Auch die Saison 2008/09 war nach einer weiteren Verletzung im Januar zu Ende. Am 20. Dezember 2009 fuhr sie mit Rang 24 im Super-G von Val-d’Isère zum zweiten Mal in die Weltcup-Punkteränge. Kurz darauf erlitt sie im Training einen Kreuzbandriss, weshalb sie erneut die Saison vorzeitig beenden musste. Im Winter 2010/11 blieb Mazzotti verletzungsfrei. Sie gewann einmal, als 24. der Super-Kombination von Tarvis am 4. März, Weltcuppunkte und fuhr im Europacup dreimal unter die schnellsten zehn. Mit Saisonende beendete Mazzotti ihre Karriere.

## Erfolge

### Weltcup
- 3 Platzierungen unter den besten 30

### Europacup
- Saison 2005/06: 8. Superkombinationswertung
- Saison 2006/07: 3. Abfahrtswertung, 8. Superkombinationswertung
- Saison 2010/11: 8. Abfahrtswertung
- 2 Podestplätze, davon 1 Sieg:

| Datum           | Ort        | Land    | Disziplin |
| --------------- | ---------- | ------- | --------- |
| 18. Januar 2007 | St. Moritz | Schweiz | Abfahrt   |

### Weitere Erfolge
- Italienische Meisterin in der Kombination 2006 und in der Superkombination 2007
- 5 Siege in FIS-Rennen (2× Super-G, 2× Riesenslalom, 1× Slalom)